# MariaDB
MariaDB is een relationeel databasemanagementsysteem (RDBMS). Het ontstond als opensource-fork van MySQL. MariaDB is grotendeels compatibel met MySQL. MariaDB wordt geschreven in C, C++ en Perl en wordt beschikbaar gesteld onder de voorwaarden van de GPL.

## Geschiedenis
De hoofdontwikkelaar van MariaDB is Michael "Monty" Widenius, die destijds MySQL AB had opgericht en doorverkocht aan Sun Microsystems voor 1 miljard dollar. Sun werd later gekocht door Oracle. Door het verloren vertrouwen in de gemeenschapseditie die door Oracle beschikbaar wordt gesteld, ontstond MariaDB. Michael Widenius heeft Monty Program AB opgericht om MariaDB te ondersteunen.

## Ondersteuning en gebruik
De volgende veelgebruikte applicaties ondersteunen MariaDB:
- Drupal
- MediaWiki
- phpMyAdmin
- Plone
- WordPress
- Zend Framework
- Fork CMS

Daarnaast is MariaDB ook grotendeels compatibel met programma's die gebruikmaken van MySQL.
MariaDB wordt gebruikt door Wikipedia, Fedora (vanaf versie 19), Debian GNU/Linux (vanaf versie 9 (Stretch)), openSUSE (vanaf versie 12.3), Mozilla, Chakra Linux, Slackware Linux, Arch Linux en Red Hat Enterprise Linux.